# Lillklobben, Korsholm
Lillklobben är en ö i Finland.   Den ligger i den ekonomiska regionen  Vasa  och landskapet Österbotten, i den västra delen av landet, 400 km nordväst om huvudstaden Helsingfors.